# Desmond Richardson
Desmond Richardson (Sumter, 1969) è un coreografo e ballerino statunitense, cofondatore e direttore artistico del Complexions Contemporary Ballet.

## Carriera
Studente della New York High School for the Performing Arts, in questo periodo Desmond Richardson riceve due borse di studio dalla Alvin Ailey American Dance Center (1983-1986) e dalla Internationale Akademie des Tanz di Colonia (1984-1985).
Nel 1987, Richardson si unisce alla compagnia di danza Alvin Ailey American Dance Theater, dove è primo ballerino per sette anni. Dopo aver lasciato la compagnia Ailey, Richardson si trasferisce in Germania dove lavora presso il Ballet Frankfurt. Richardson si esibisce anche in vari teatri internazionali come lo Swedish Opera Ballet, il Washington Ballet, La Scala ed il San Francisco Ballet.
Nel 1997, si unisce all'American Ballet Theater dove si esibisce come protagonista nella principale produzione della compagnia, l'Othello. Nel 1998, Richardson prende parte al musical di broadway Fosse per il quale nel 1999 riceve una nomination ai Tony Award.
Richardson ha spesso lavorato anche per produzioni televisive, cinematografiche (fra cui One Last Dance, Chicago e Across the Universe) musicali, che gli hanno permesso di esibirsi al fianco di Michael Jackson, Prince, Aretha Franklin e Madonna.
Nel 2010 ha vinto il premio NFAA Award 2010